# Tren de alambrón
Un tren de laminación de alambrón o simplemente tren de alambrón, también tren de fermachine, es un tipo complejo de instalación de la industria siderúrgica que permite, mediante un proceso de laminación en caliente, la obtención  en forma de barras de sección  cilíndrica en general, con espesores entre los 5,5 y los 30 mm de diámetro máximo y que suelen ser enrolladas en forma de bobinas para su posterior almacenamiento y expedición.

## Descripción básica
Dentro de un proceso productivo siderúrgico, podríamos definir un tren de laminación de alambrón como un  producto transformado recibido de una colada continua de acería, en forma de palanquilla de sección cuadrada, para convertirlo mediante un proceso de laminación en caliente, por medio de rodillos de laminación, que lo van conformando en el desbaste empezando en formatos ovalo-redondo hasta el terminado en una gama de secciones que pueden ir de 5 milímetros de diámetro mínimo, hasta un máximo de 30 milímetros.
También deberíamos incluir dentro de este proceso de fabricación, el enfriamiento en condiciones especiales para garantizar la calidad mecánica del producto, el conformado del rollo para su expedición; y la propia expedición del mismo hacía el cliente.

## Definición de alambrón

Conformación típica de un rollo de alambrón de 5,5 mm de diámetro, poco antes de ser colocado en la pila del almacén

El alambrón es un producto siderúrgico derivado de un proceso de laminación en caliente, de sección redonda y macizo, con diferentes diámetros, que puede ir de 5,5 mm a 30 mm. Para estos espesores, se sirve en formato de rollo cilíndrico de dimensiones variadas, siendo la más usual 1700 mm de diámetro, con exterior de 1200 mm e interior de 1000 mm de varias espiras.
```
Se denomina espira a cada vuelta o anillo de alambron que forman los rollos.
```

## Calidades
Los componentes indicados en esta tabla adjunta, son los básicos que componen una colada típica de un alambre de alto carbono, que tiene como característica básica, su dureza. Según se va disminuyendo el porcentaje de carbono se van obteniendo calidades más blandas, con características de ductilidad más acentuadas.
| 0,80    | 0,19    | 0,30      | 0,48    | 0,12   | 0,06     | 0,03  | 0,01    | 0,01    |
| ------- | ------- | --------- | ------- | ------ | -------- | ----- | ------- | ------- |
| Carbono | Silicio | Manganeso | Fósforo | Azufre | Aluminio | Cromo | Titanio | Vanadio |

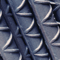
Alambrón corrugado

Otras características típicas que pueden influir en la calidad del alambre vienen dadas por las temperaturas de laminación del mismo, y otras variables generales expuestas a continuación:
Composición química en porcentajes: aparte de los componentes reflejados en la tabla, adjunta puede llevar pequeñas cantidades de otros metales (residuales) como molibdeno, níquel, estaño y cobre.
Algunas acerías muy especializadas incluyen otros componentes, que entran dentro de la propia patente del producto.

## Método de fabricación
Procedimientos de estudios previos para cada tipo de calidad.

## Tratamiento térmico de la laminación
El método de fabricación implica parámetros de calentamiento en el horno, enfriamiento por agua y por aire de tendido; durante el proceso de laminación. La temperatura media de salida del horno es de 1100 grados centígrados.
Características mecánicas de la superficie del alambre que se intentan conseguir

### Calidades comunes
- Aceros altos en carbono. Este acero se usa para fabricar cables de alambre trenzado, alambre pretensado y postensado para la industria civil, muelles de colchón, etc. Requiere un producto con elevadas características mecánicas y buena trefilabilidad.
- Aceros para electrodos. Tanto para Soldadura de arco en atmósfera de C02, como de arco sumergido o electrodos normales, se requiere un acero con una composición química muy ajustada y una elevada maquinabilidad, que se consigue con un enfriamiento muy lento y retardado.
- Aceros para muelle. Tanto para los Resortes|muelles de suspensión de automóviles como para máquinas de precisión y mobiliario, se necesita un acero con alto límite elástico que evita deformaciones y libre de defectos superficiales para evitar la fatiga.
- Aceros para estampado en frío. Este acero se dedica fundamentalmente para fabricar tornillos, tuercas y en general piezas conformadas en frío para formar parte de los automóviles o máquinas industriales. Para ello se requieren estrictos controles de calidad y la eliminación de cualquier defecto superficial.
- Aceros de fácil mecanización. Estos aceros con alto contenido en Pb, S, o Bi son utilizados para fabricar piezas de alta precisión mediante máquinas herramientas. Y están presentes en todos nuestros objetos, de un reloj a un avión.
- Aceros bajos en carbono. El alambrón de acero bajo en carbono es el más versátil de los productos, cuyas aplicaciones son muy variadas, puntas, clips, grapas, carritos de supermercados, etc. Se necesita un bajo nivel de elementos residuales para que tenga buena trefilabilidad.
- Refuerzo de neumáticos. El cordón de acero que llevan los neumáticos de automóviles, camiones, etc. se utiliza para reforzarlos y aumentar su duración. Tiene un diámetro entre 0,4 y 0,15 mm, y se obtiene a través de un complejo sistema de trefilado. La calidad del alambrón de partida requiere un acero de elevada pureza y alta resistencia.

## Proceso

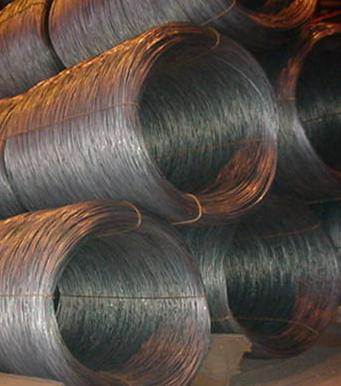
Rollos de alambre depositados en el almacén, a la espera de su expedición.

Podemos definir como proceso en un tren de alambrón a los procedimientos establecidos para conseguir los parámetros generales de calidad, exigidos por el cliente.
En este apartado estarían implicados:
1. Aleaciones en la acería.
2. Programa de inspección y tratamiento de la palanquilla.
3. Temperatura de calentamiento en el horno, previo a la laminación de la palanquilla.
4. Orden y secciones de pasadas de los cilindros de laminación.
5. Enfriamiento por agua y aire programado.
6. Formato de expediciones.

El diagrama de flujo en la vía Alto Horno Convertidor, en orden descendente, sería el siguiente
'Materia Prima--Hornos Altos--Acería--Preparación de Palanquilla--
Calentamiento--Laminación--Enfriamiento--Formación de Rollos--
Compactado y Atado-- Identificación de Rollos---Almacenamiento--
Carga y Expediciones al Cliente.

## Acería
Archivo: Palanquilla.jpg|thumbnail|400px|Detalle de la salida de varias vías de palanquilla de la colada continua de una acería.
En este apartado no hemos tenido en cuenta el proceso descrito para un alto horno, por su extensión y complejidad. Describimos la evolución, una vez recibido el arrabio.
Una acería recibe el arrabio alimentado desde los altos hornos, habitualmente desde la misma factoría, la colada sin escoria sufre una desulfuración en carro torpedo  y posteriores procesos de añadidos de componentes, desgaseado etc,
El acero líquido ya afinado, es pasado a máquinas de colada - (Podemos definir colada como el conjunto de palanquillas pertenecientes al acero obtenido en un solo proceso del convertidor de la acería)- continua donde se transforma en barra sólida llamada palanquilla, tocho o planchón. Esto se logra mediante el vaciado de acero en un molde de cobre de sección cuadrada o sección rectangular respectivamente, enfriada por agua, del que se extrae por un extremo opuesto la barra recientemente solidificada con una determinada longitud metalúrgica. De aquí la denominación de colada continua (ya que el flujo de acero líquido sobre el molde no se interrumpe sino hasta que se ha terminado completamente el metal contenido en el tundisch). La barra solidificada, aunque al rojo vivo, es cortada a la longitud que se desea. La palanquilla, finalmente, unas pueden ingresar diréctamente a la línea de laminación y otras se transportan sobre mesas de almacenamiento, de donde se lleva por medio de electroimanes a los hornos de recalentamiento para el ulterior proceso de laminado, sucediendo de manera similar para el caso del planchón. El producto de este proceso se transporta por medio de camión a la siguiente etapa.
Podemos considerar el acero como una aleación proporcional de hierro y carbono (alrededor de 0,06% hasta menos de un 2,16 %). En la actualidad se suele combinar con otros elementos de aleación tales como el Cr (Cromo) o Ni (Níquel) que se añaden con la finalidad de conseguir mejores resultados metalográficos y mecánicos, dependiendo de la finalidad industrial que se le quiera dar al producto obtenido. 
El acero es hierro muy refinado cercano a un 97%, su fabricación se inicia con la reducción del hierro (lo que se llama habitualmente producción de arrabio líquido si es vía alto horno) el cual se convierte más tarde en acero.
El hierro puro es uno de los elementos del acero, por lo tanto consiste solamente de un tipo de átomos. No se encuentra libre en la naturaleza ya que químicamente reacciona con facilidad con el oxígeno del aire para formar óxido de hierro - herrumbre. El óxido se encuentra en cantidades significativas en el mineral de hierro, el cual es una concentración de óxido de hierro con impurezas y materiales férreos.
Básicamente podemos describir los siguientes tipos de acero:

### Aceros al carbono
La mayoría de los aceros son aceros al carbono. Estos aceros contienen diversas cantidades de carbono y menos del 1,65% de manganeso, el 0,60% de silicio y el 0,60% de cobre. Entre los productos fabricados con aceros al carbono figuran máquinas, carrocerías de automóvil, la mayor parte de las estructuras de construcción de acero, cascos de buques, somieres y horquillas.

### Aceros aleados
Estos aceros contienen un proporción determinada de vanadio, molibdeno y otros elementos, además de cantidades mayores de manganeso, silicio y cobre que los aceros al carbono normales. Estos aceros de aleación se pueden subclasificar en:
- Estructurales: Son aquellos aceros que se emplean para diversas partes de máquinas, tales como engranajes, ejes y palancas. Además se utilizan en las estructuras de edificios, construcción de chasis de automóviles, puentes, barcos y semejantes. El contenido de la aleación varía desde 0,25% a un 6%.
- Para herramientas: Aceros de alta calidad que se emplean en herramientas para cortar y modelar metales y no-metales. Por lo tanto, son materiales empleados para cortar y construir herramientas tales como taladros, escariadores, fresas, terrajas y machos de roscar.
- Especiales: Los aceros de aleación especiales son los aceros inoxidables y aquellos con un contenido de cromo generalmente superior al 12%. Estos aceros de gran dureza y alta resistencia a las altas temperaturas y a la corrosión, se emplean en turbinas de vapor, engranajes, ejes y rodamientos.

### Aceros ultrarresistentes o de baja aleación
Esta familia es la más reciente de las cuatro grandes clases de acero. Los aceros de baja aleación son más baratos que los aceros aleados convencionales ya que contienen cantidades menores de los costosos elementos de aleación. Sin embargo, reciben un tratamiento especial que les da una resistencia mucho mayor que la del acero al carbono. Por ejemplo, los vagones de mercancías fabricados con aceros de baja aleación pueden transportar cargas más grandes porque sus paredes son más delgadas que lo que sería necesario en caso de emplear acero al carbono. Además, como los vagones de acero de baja aleación pesan menos, las cargas pueden ser más pesadas. En la actualidad se construyen muchos edificios con estructuras de aceros de baja aleación. Las vigas pueden ser más delgadas sin disminuir su resistencia, logrando un mayor espacio interior en los edificios.

### Aceros inoxidables
Los aceros inoxidables contienen cromo, níquel y otros elementos de aleación, que los mantienen brillantes y resistentes a la herrumbre y oxidación a pesar de la acción de la humedad o de ácidos y gases corrosivos. Algunos aceros inoxidables son muy duros; otros son muy resistentes y mantienen esa resistencia durante largos periodos a temperaturas extremas. Debido a sus superficies brillantes, en arquitectura se emplean muchas veces con fines decorativos. El acero inoxidable se utiliza para las tuberías y tanques de refinerías de petróleo o plantas químicas, para los fuselajes de los aviones o para cápsulas espaciales. También se usa para fabricar instrumentos y equipos quirúrgicos, o para fijar o sustituir huesos rotos, ya que resiste a la acción de los fluidos corporales. En cocinas y zonas de preparación de alimentos los utensilios son a menudo de acero inoxidable, ya que no oscurece los alimentos y pueden limpiarse con facilidad.

## Inspección de palanquilla

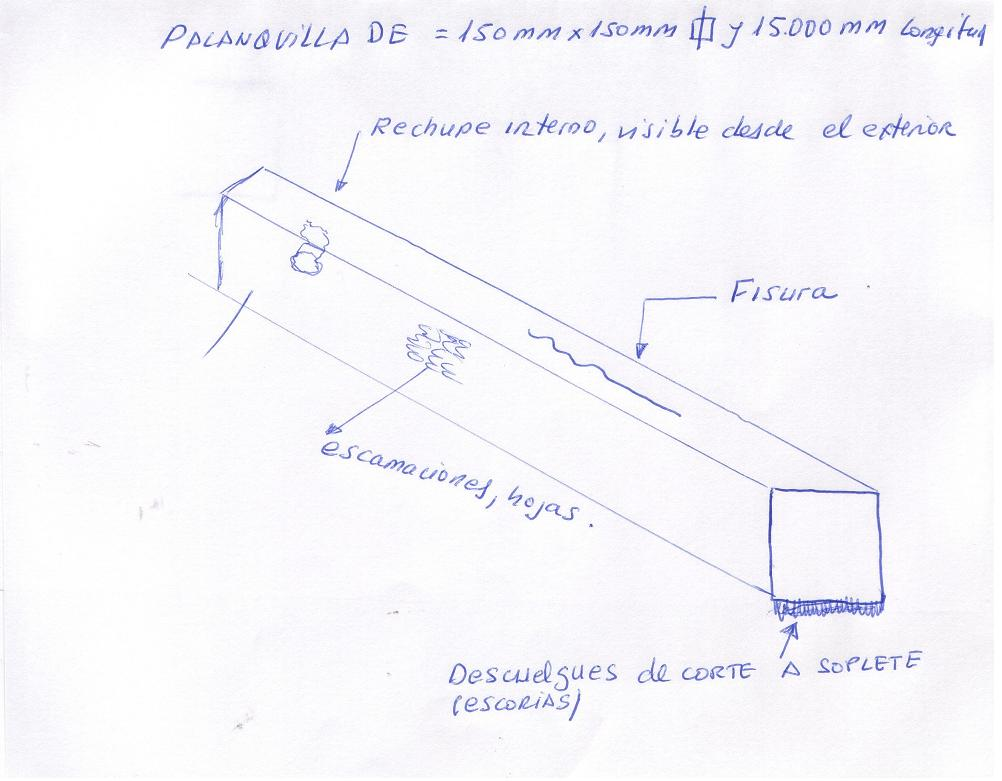
Algunos defectos que se pueden observar en una palanquilla procedente de la acería.

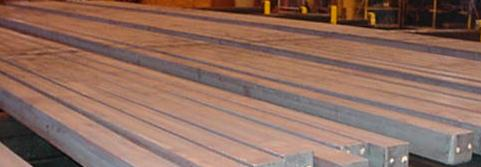
Palanquillas dispuestas sobre plancha, una vez inspeccionadas, a la espera de ser trasladadas por la Grúa para cargar el horno de calentamiento.

Previa a la carga al horno, las palanquillas han de sufrir una estricta inspección visual y de selección de calidad.
Algunas calidades, como las utilizadas para la construcción de neumáticos, necesitan que la superficie de la palanquilla esté limpia de escoriaciones, descuelgues de corte con soplete y cascarillas. Esto se consigue esmerilando las esquinas o limpiando con granalla a presión las cuatro caras que la componen. La inspección visual, también abarca evitar que la palanquilla lleve rechupes, pequeños huecos que en muchos casos se pueden apreciar en su superficie, fisuras externas y otros defectos. Los defectos en cabeza son los más importantes, ya que aparte de implicar una mala calidad del alambre, pueden dificultar el guiado durante el proceso de laminación.

## Horno de recalentamiento

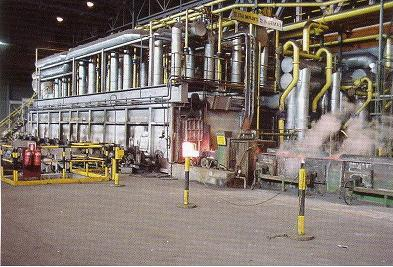
Horno de recalentamiento de palanquilla, temperatura de salida aproximada, 1100ºC

El horno de recalentamiento sirve para calentar las palanquillas antes del proceso de laminación, como se describió anteriormente. Está constituido por quemadores alimentados habitualmente de gas, con un poder calorífico de 4300 kcal/m³ N. Este gas es producido la mayoría de las veces en las propias factorías siderúrgicas. Un horno puede llevar una media de hasta cincuenta quemadores con una distribución parecida a la siguiente.
- Superior: 20 quemadores.
- Laterales inferior y superior: 28 quemadores.

Habitualmente son de empuje o de vigas galopantes accionados por un sistema hidráulico. Son hornos de paso continuo indicados para el precalentamiento, a altas temperaturas, de palanquillas. El movimiento alternativo de elevación, avance, descenso y retorno de vigas de material refractario dispuestas en ranuras de la solera del horno hace avanzar las cargas a lo largo de su interior.
Existen distintos dispositivos de entrada y salida de las piezas en el horno para integración en las líneas de producción. El tiempo de permanencia de las piezas en el interior de la cámara se regula en función de la frecuencia de accionamiento de las vigas.
El horno puede vaciarse a voluntad.
Están provistos de un recuperador de calor, por sistema tubular, en donde se calienta el aire que retorna a los mecheros para mezclarse con el gas, aprovechando el paso de los humos del quemado, por entre los haces tubulares.
Las dimensiones medias de un horno pueden ser para una capacidad de 150 t/h, de 20 m de longitud útil interior, por un ancho de 16 metros. El proceso del mismo es automático, controlando los ciclos de calentamiento, lo que permite garantizar la eliminación de la descarburación y una gran uniformidad en las temperaturas de laminación y del material. La descarga de las palanquillas hacía el camino de rodillas antes de las cajas laminación se hace mediante una máquina extractora, por accionamiento hidráulico.

## Cajas de laminación desbastadoras

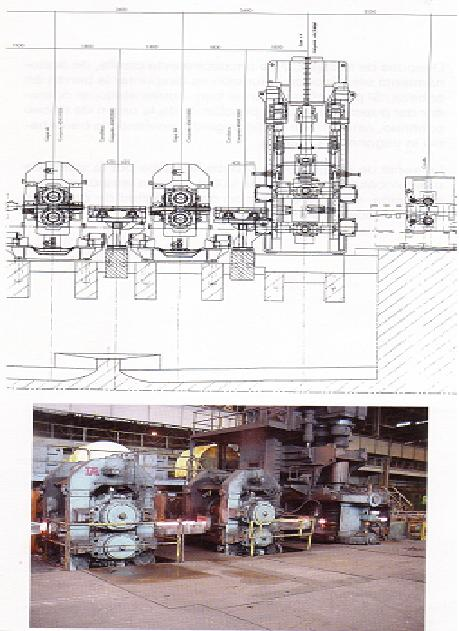
Detalle de un desbastador, inmediatamente después del horno de calentamiento de palanquillas

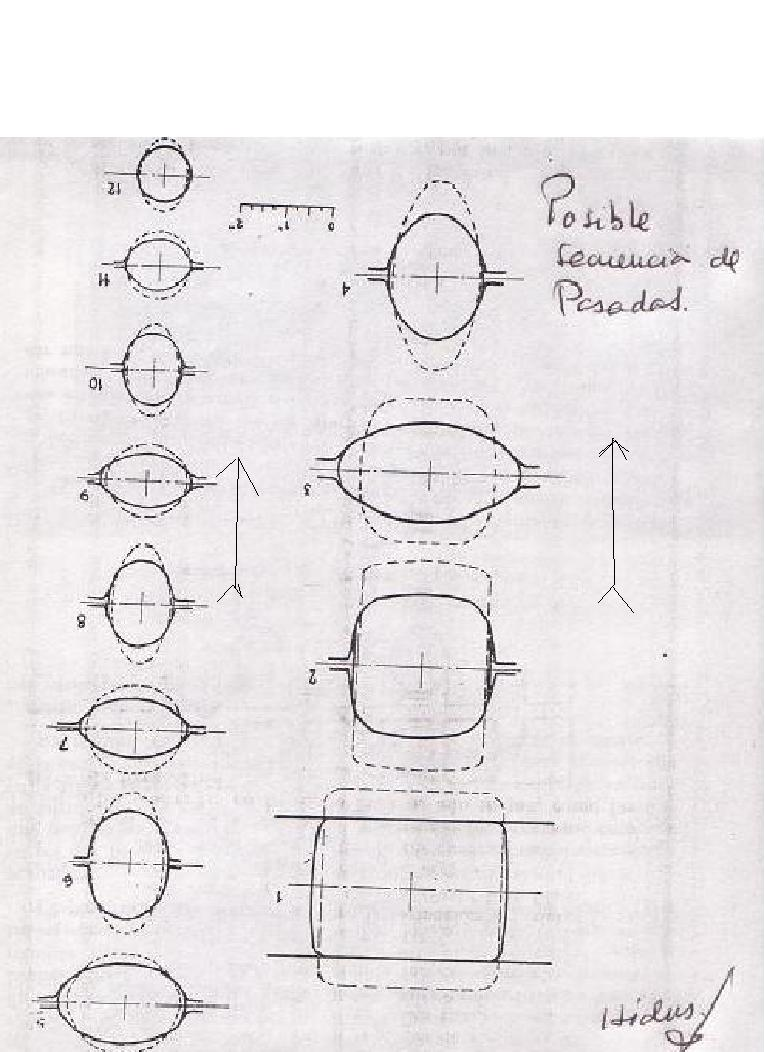
Una posible secuencia de pasadas cuadrado-ovalo-redondo

El término laminación es indicativo de convertir un sólido dúctil en una sección más reducida aplicando una fuerza de aplastamiento.
Antes de definir lo que son las cajas acabadoras, es necesario entender unas ideas generales de lo que es la laminación en caliente. Cuando se aplica una fuerza de presión opuesta sobre una lámina, y al mismo tiempo sometemos a la misma a una fuerza tal que conseguimos que se mueva estamos realizando una laminación en continuo. Podemos decir entonces, que la laminación industrial consiste en hacer pasar el material lingote, tocho, palanquilla, etc.) entre dos rodillos o cilindros, que giran a la misma
velocidad y en sentido contrario, y reducir la sección transversal del producto de acero, mediante la presión ejercida.
La laminación sólo permite obtener productos de sección constante, como perfiles estructurales, las barras y el alambrón y los productos planos (chapas, etc.) El equipo básico para laminar se conoce con el nombre de «caja de laminación» y está compuesto, esencialmente, de cilindros montados sobre rodamientos, los cuales descansan en las ampuesas, que son solidarias a la estructura soporte llamada castillete. Se denomina tren de laminación a la caja o conjunto de cajas junto con sus elementos auxiliares.
Cuanto menor es la sección del producto de acero que se desea obtener, mayor es el número de los cilindros que componen los trenes de laminación (trenes continuos o semicontinuos).

### Cálculos básicos de una pasada de laminación
Para el cálculo de las diversas pasadas de los cilindros de laminación, deberemos de tener en cuenta, la sección inicial de la que partimos, y la sección final que queremos obtener. Otro factor muy importante es la dureza del material que vamos a laminar, así como los parámetros de proceso establecidos, que nos darán las condiciones de laminación.
A continuación se dan unos parámetros de ejemplo:
- Condiciones de laminación (Las cantidades son orientativas)

1. Temperatura del material laminado : 950 °C a 1050 °C
2. Porcentaje en “C” del material : 0,8% C <=0,90%C
3. Caudal de agua por caja : 22,5 m³/h
4. Temperatura de agua de refrigeración de los rodillos durante la laminación : 25 °C
5. Acidez del agua : 7,8 pH
6. Serie de laminación : Óvalo-Redondo
7. Reducción media por caja : 20

A partir de estos parámetros realizaríamos la compra de los cilindros, o rodillos de laminación, que deberían cumplir unas características especiales, aunque básicamente se deberán de tener en cuenta los siguientes factores:
- Dureza: 50-62 Shore C
- Resistencia a la tracción: 50-65 kg/mm²
- Resistencia a la flexión:	95-130 kg/mm²
- Resiliencia: 0,3-0,5 kg/cm²

Otros factores importantes a la hora de elegir los cilindros de laminación, y que se deberán exigir al proveedor son:
1. Composición química en porcentajes.
2. Método de fabricación.
3. Tratamiento térmico.
4. Características mecánicas.
5. Estructura metalográfica de la tabla.

Los cilindros de laminación se fabrican en fundiciones especiales, mediante moldeado. Sus características de aleación son muy variables, y habitualmente pertenecen al secreto de patente de cada fabricante. Suelen ser de tres tipos básicos:
- Bajo aleado al Cr-Mo.
- Medio aleado al Cr-Ni-Mo. (Cromo, Níquel, Molibdeno)
- Alto aleado al Cr-Ni-Mo.

Aceros aleados especiales:
Aceros de matriz perlítica con contenido de carburos variable, dependiendo de los elementos de aleación y el contenido en carbono. Estos aceros llevan un tratamiento de temple que les permite alcanzar las durezas deseadas. El gradiente de dureza es prácticamente horizontal a través de la capa de temple. En el caso de cilindros con canales profundos se hace un premecanizado antes del tratamiento para mantener la misma dureza en los cordones que en el fondo de los canales. El procedimiento de fabricación es de colada estática.

### Ideas básicas para el cálculo de una pasada de laminación
Diremos que la laminación sólo puede obtener productos de sección siempre constante en su secuencia de mayor sección a menor sección. Los sólidos experimentan una deformación como consecuencia de presiones ejercidas de forma externa. Si fuera elástica la deformación el material trataría de volver a su estado primario, por lo que la deformación sería momentánea. El acero tiene una configuración cristalina con excelente capacidad de deformación facilitando su deslizamiento deformante, sin que se perjudiquen las condiciones físicas del mismo.
En el acero la resistencia a la deformación disminuye proporcionalmente al aumento de la temperatura. La propia acción de los rodillos de laminación que presionan y tiran en las sucesivas pasadas, también incrementan la temperatura del acero, con todo esto se consigue una mayor recristalización de su estructura.
Podríamos dividir los métodos de la conformación del acero en dos partes:
1. Deformación en caliente por encima de la temperatura de cristalización. Suele producirse entre los 800 a 1200 °C
2. Deformación en frío por debajo de la temperatura de cristalización.

Según el en donde se detallan varios dibujos, (Ver figura 6), el factor básico de la laminación es la reducción, que viene establecido por el producto de la sección de entrada, menos la sección de salida dividido por la sección de entrada, y multiplicado por 100.
Esto nos da el factor R en %, que es la reducción que queremos establecer, y el que nos marcará, entre otros factores, la potencia de arrastre, las revoluciones por minuto de los cilindros de laminación, y la característica de los cilindros que deben laminar.
Otro factor importante es la fuerza a la que estará sometido el cilindro, que vendría dada por la resistencia a la deformación, multiplicada por el área de contacto.
También se deberá de tener en cuenta el par de laminación, establecido por la fuerza necesaria de aplastamiento, multiplicado por la distancia al eje vertical que forman los dos cilindros de laminación.
Estos tres factores: R, Fuerza del cilindro, y Par de laminación, son los datos básicos utilizados en el cálculo.

### Tipos de trenes de laminación
- Tren dúo reversible. Fig1. Es el diseño más sencillo de un tren de laminación. Está compuesto por dos rodillos en el mismo eje vertical, y es generalmente reversible, es decir, puede girar en los dos sentidos, por lo que el material pasa de izquierda a derecha  y vuelve en sentido contrario de derecha a izquierda.
- Tren cuarto reversible. Fig2. Este tipo de diseño, se utiliza cuando se quieren obtener grandes reducciones, por lo que es necesario obtener grandes presiones . Par ello se utilizan lo que se llaman cajas cuarto, que disponen de dos juegos de cilindros, uno superior y otro inferior. Los cilindros de trabajo suelen ser de menor diámetro, entre los que pasa el material que se quiere laminar. Sobre estos se apoya el de mayor diámetro que trasmiten el esfuerzo a apoyándose sobre los de abajo.
- Tren trío. Fig3. Un tren trío está constituido por tres cilindros que sirven para realizar pasadas por canales, inferiores y superiores en ambas direcciones. En la actualidad es un sistema de laminación casi en desuso, por su peculiaridad, y sobre todo por su dificultad de reducción. Antiguamente estos trenes funcionaban con volante de inercia, adosado al motor principal con el fin de facilitar la tracción de los cilindros.
- Tren continuo. Fig4. Cuando se lamina un material, disminuye su sección y aumenta su longitud, manteniéndose constante el volumen. Cuando se desea obtener un producto de sección mucho menor que la del producto de partida, la longitud final es tal que no es posible emplear un tren reversible de una sola caja, por la gran longitud del producto acabado, y porque el material se enfriaría en las largas pasadas sucesivas. El problema se resuelve haciendo pasar el material por varias cajas en cascada, lo que se llama tren continuo, que aisladamente son cajas no reversibles.

### Cajas desbastadoras
Las cajas desbastadoras son un grupo de tres cajas laminadoras con disposición de cilindros en horizontal en dos cajas y una en vertical.
Suelen tener accionamientos independientes con un motor eléctrico por caja de corriente continua y un reductor intermedio. (Ver Fig.7, del Esquema de Laminación). Los cilindros son de un diámetros de 800 mm, con canales de formato rectangular y con una secuencia geométrica de rectángulo, óvalo y redondo.
Se parte de una sección de 150 x 150 mm
Se acaba en un redondo de unos 115 mm de diámetro.

## Cajas de laminación acabadoras

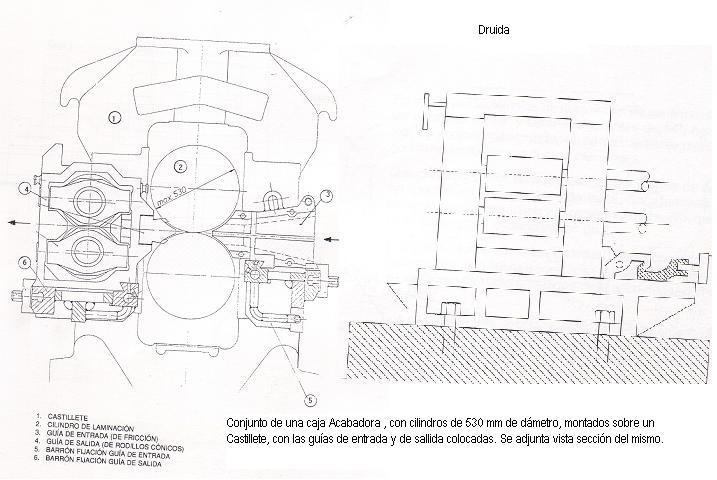
Detalle esquemático de un conjunto de caja acabadora

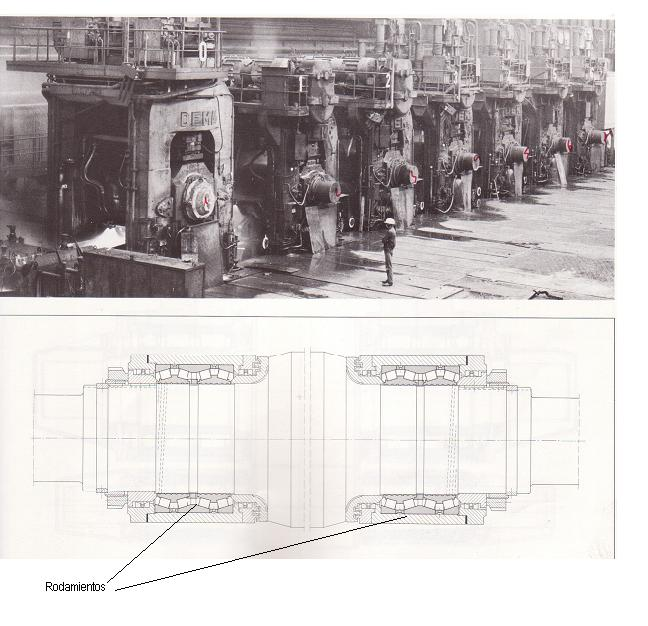
Detalle de un conjunto acabador de laminación. Para trenes de alambre, este conjunto continuo suele ser de menor dimensión. Se aprecia un rodamiento colocado sobre un cilindro de laminación

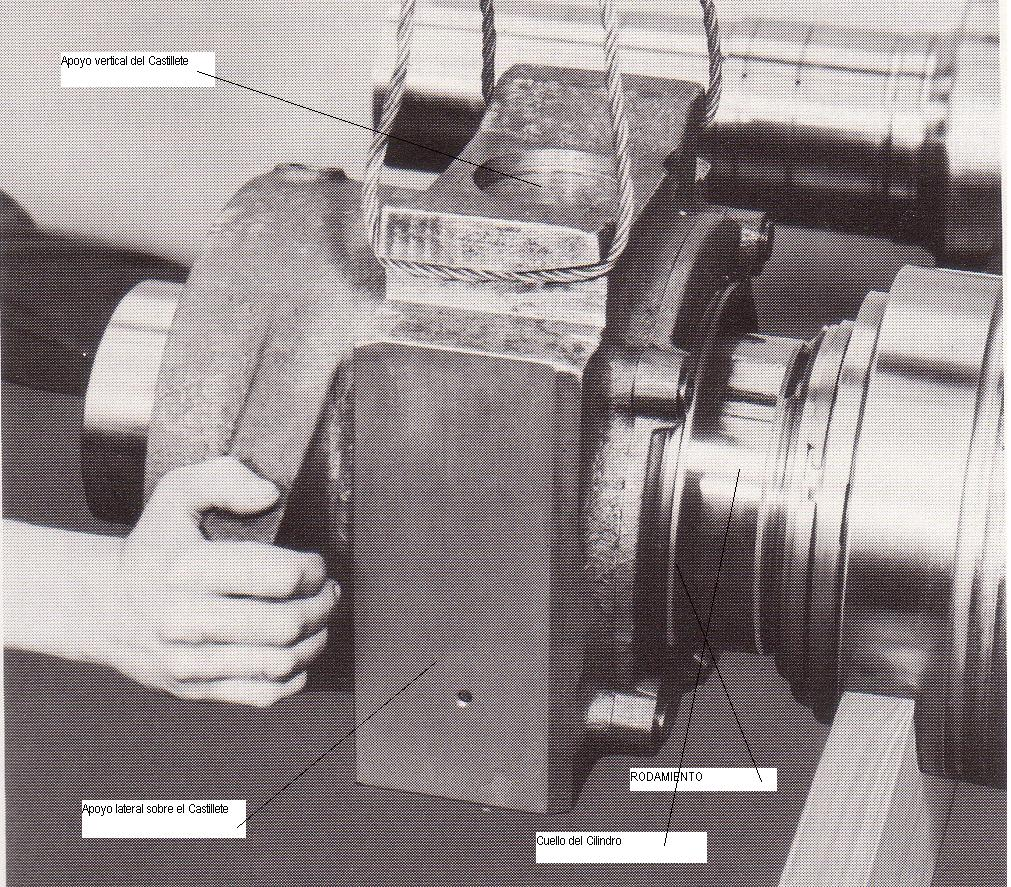
Detalle de la colocación de una ampuesa sobre un cilindro de laminación

Esta serie de cajas está formada por dos grupos diferenciados. Las siete primeras de 16 pulgadas, y las siguientes de 14 pulgadas, horizontales y de accionamiento independiente, mediante motores de corriente continua y un reductor intermedio.
Los cilindros tienen tallados dos o más juegos de canales en función de su capacidad de tabla, -(Se llama tabla, a las dimensiones de la parte longitudinal del cilindro).
Su equilibrado horizontal y vertical es a base de equipos hidráulicos, con husillos a contrapunto que trasmiten el esfuerzo, para marcar la separación entre cilindros, lo que en el argot de la laminación se llama «luz».
Hay que indicar que los cilindros van apoyados sobre los castilletes, mediante unos soportes a ambos lados, llamadas Ampuesas, que alojan en su interior rodamientos de giro.
Las guías de entrada a las distintas cajas son de fricción o rodillos, según la sección o figura a conducir, las de salida también son de fricción o de rodillos cónicos que facilitan la torsión de la barra, dependiendo de la figura de salida.
Los castilletes son de desplazamiento hidráulico en sentido trasversal, estando fijados al suelo mediante grapas de accionamiento igualmente hidráulico, con un muelle de apriete.
La regulación de las revoluciones de los cilindros se hace mediante ordenador de proceso, programado según los factores R entre las distintas cajas.
La refrigeración del proceso de laminación se consigue con agua a presión conducida hacía las canales del cilindro.
Este grupo de cajas está formado, en la mayoría de los trenes, por 11 unidades, que conforman las pasadas hasta llegar a un redondo de 40mm de diámetro.
Suelen estar repartidas en dos grupos de 7 y 4 cajas.
Entre la caja número 7 y la caja número 11, suele instalarse una tijera, con el fin de cortar la barra que precede, en caso de que la que se está laminando en el sentido de aguas abajo tenga algún problema.
-.(Aguas abajo es un término que utilizan los Laminadores con el fin de definir el sentido de desplazamiento de la barra durante el proceso de la laminación).-
En el esquema que se adjunta, puede verse un conjunto de una Caja Acabadora. 
En este esquema se aprecian:
- Castillete: soporte estructural de los cilindros
- Cilindros de Laminación: elemento que de giro realizado por fundición especial, en donde se tallan las canales de laminación.
- Guías de Entrada de Fricción: facilita la entrada de la sección a laminar hacía la canal.
- Guías de Salida de Rodillos cónicos: facilita la sección laminada hacía la próxima canal a laminar.
- Barrón o fijación de la guía de entrada: soporta los esfuerzos de la guía de entrada

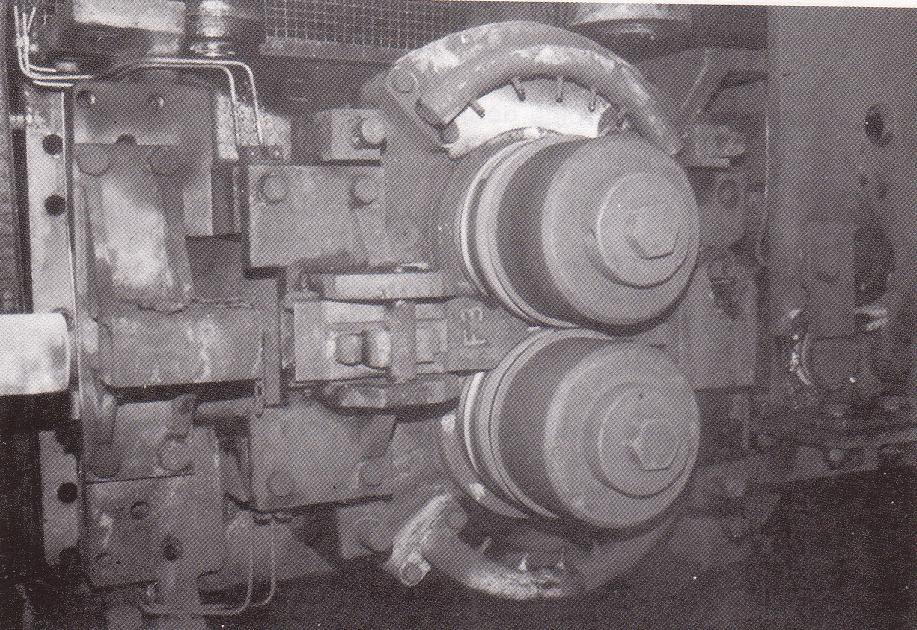
Detalle de una Caja Conformadora en posición Vertical

- Barrón o fijación de la guía de salida: soporta los esfuerzos de la guía de salida.

## Formador de espiras

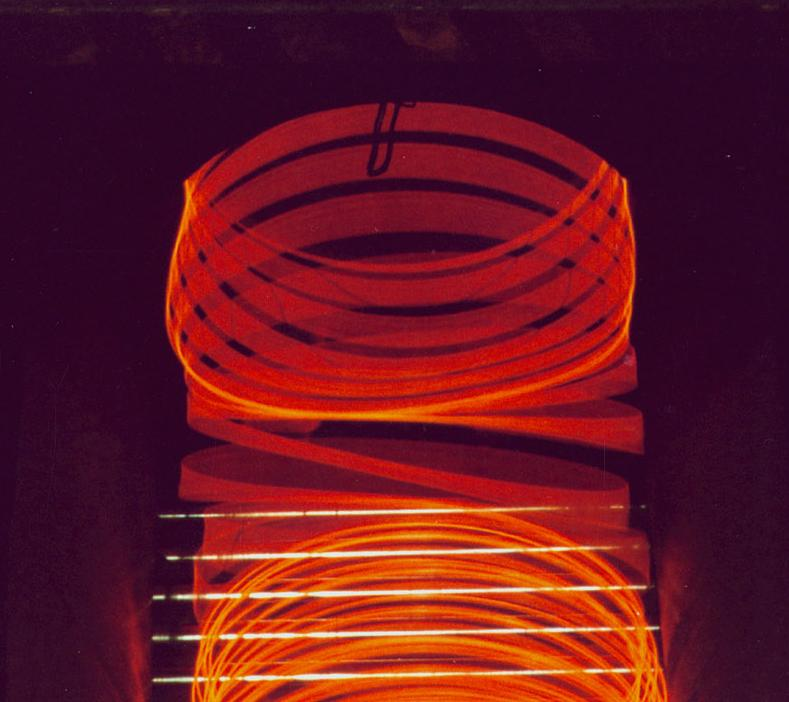
Detalle de las espiras en su caída

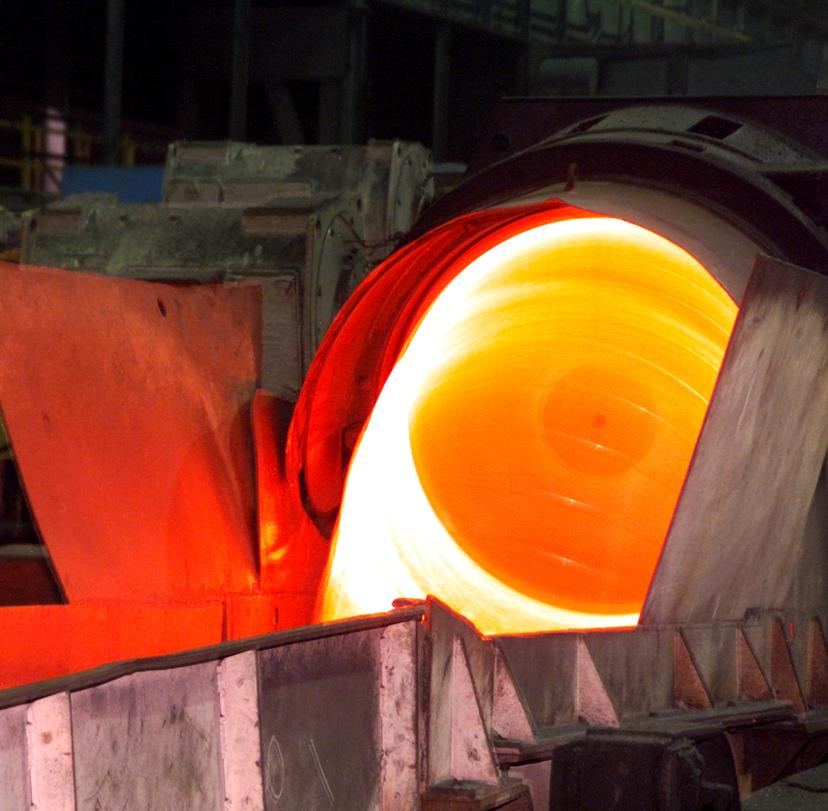
Detalle frontal de un formador de espiras en funcionamiento

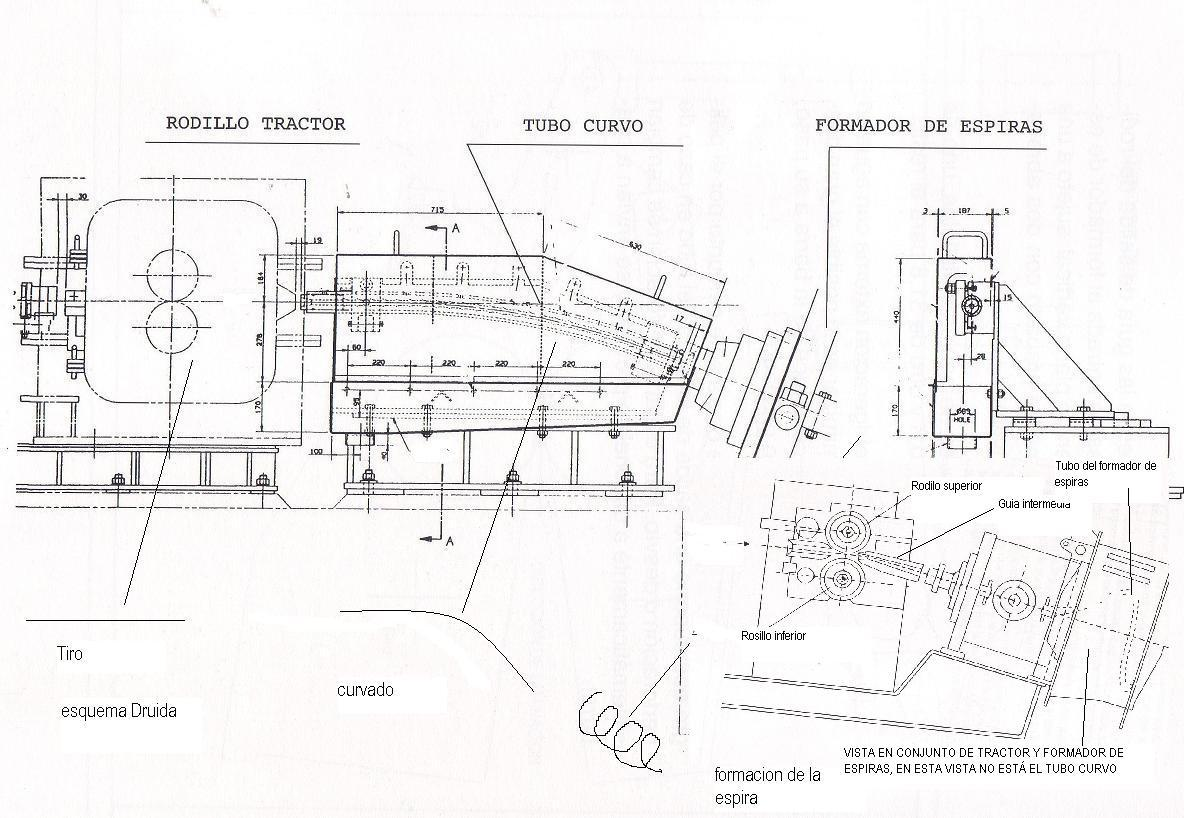
Esquema de un conjunto rodillo tractor, tubo curvo y formador de espiras

En un tren de alambrón la espira que formará parte del rollo se conforma en el llamado formador de espiras, un cabezal giratorio que forma las espiras del rollo depositándolas una a una sobre rodillos transportadores, que irán arrastrando las espiras hasta la cámara de formación de la bobina.
Antes del Formador de espiras se encuentra el Rodillo Tractor o arrastrador, que es el encargado de tirar del alambre, por lo que sus funciones no son de laminación si no de tiro. La velocidad del rodillo tractor deberá estar perfectamente coordinada con el giro en revoluciones por minuto (RPM), del cabezal del formador de espiras.
El cabezal del formador de espiras lleva en su interior un tubo curvo en forma de espiral, que al girar expulsa y hace avanzar las espiras sobre el camino refrigerado que a su vez avanza en el sentido de la laminación tirando de las espiras conformadas.
Hay tubos curvos de dos diámetros de agujeros distintos, uno de 19,1 para calobres de hasta 10,5 con insertos hasta 6.5 mm y sin insertos en medidas superiores, y otro de 31,8 para el resto de diámetros.
Este tubo curvo conduce la barra desde la guía de salida del rodillo tractor hasta las boquillas de entrada del formador de espiras.
La posición del cabezal formador de espiras en el momento en que es despedida la punta del rollo cumple un papel crítico en el proceso, razón por la cual debe controlarse su posición, y en caso de ser necesario, realizar la corrección para asegurar su posición correcta en el momento de despedir la punta. Por lo que lleva un sistema corrector de la velocidad del cabezal para lograr su posicionamiento correcto.
El sistema cuenta con dos señales de entrada provenientes de un sensor inductivo solidario al cabezal que permite determinar su posición y de una célula fotoeléctrica ubicada a una distancia fija del cabezal que sensa el paso del inicio de material, y una salida que es el escalón de corrección que se aplicará a la referencia de velocidad del motor que mueve el cabezal. 
Esta parte de los trenes de alambrón es básica porque marca una de las partes de control automatizadas más importantes.
Esta zona de trabajo suele estar un operario que facilita la caída de la espira sobre el camino de rodillos refrigerado por aire. Este operario trabaja con un gancho que hace posicionar la espira correctamente.
- Datos: Q6152107